# Мендерское
Мендерское — деревня в Белозерском районе Курганской области Российской Федерации. Входит в состав Светлодольского сельсовета.

## География
Расположено на реке Мендеря, от райцентра с. Белозерского в 20 км.

### История
По примерным данным деревня Мендеры была основана ссыльным по фамилии Мендер. Точная дата основания не установлена, хотя известно, что в 1790 году в поселении уже стояли 64 двора. Первый храм в селе Мендерском был заложен 12 мая 1835 года, 20 июля 1843 года, храм сгорел. 13 мая 1845 года была заложена новая деревянная однопрестольная церковь на каменном фундаменте. Храм снова сгорел 27 апреля 1895 года.
Церковь Сорока Мучеников Севастийских была построена в 1907 году, освящена 18 ноября, в 1934 году закрыта. Здание сохранилась в деревни.

## Население
| 1912 | 1926 | 1989 | 2002 | 2010 |
| ---- | ---- | ---- | ---- | ---- |
| 850  | ↗969 | ↘299 | ↘240 | ↘171 |